# Goldmine von Sotk
Die Goldmine von Sotk oder Zod-Goldmine (armenisch Սոթքի ոսկու հանքավայր, aserbaidschanisch Zod qızıl yatağı) ist eine Goldmine in Aserbaidschan und Armenien mit den größten Reserven beider Länder. Das Bergwerk liegt an der Grenze zwischen Armenien und Aserbaidschan, wobei der größere Teil der Mine aktuell auf dem Gebiet von Aserbaidschan liegt. Die Reserven werden auf 120 Tonnen geschätzt.

## Geschichte
Die Vorkommen in Sotk wurden erstmals zwischen 1947 und 1951 von der Sowjetunion erkundet, bevor zwischen 1955 und 1965 eine großflächige Erkundung durchgeführt wurde. Nach der Feststellung von größeren Goldvorkommen wurde 1976 mit dem Abbau begonnen. Nach der Unabhängigkeit Armeniens wurde der Abbau von einem Privatunternehmen weitergeführt, das jedoch im Juni 2007 in Konkurs ging. Das russische Unternehmen GeoProMining übernahm anschließend im September 2007 das Unternehmen und führte bis November 2008 Instandsetzungsarbeiten durch. Das im Tagebau abgebaute Golderz wird per Eisenbahn zur Aufbereitungsanlage im Südosten Jerewans transportiert. 2014 wurde diese Anlage aufgerüstet, um die Goldgewinnung durch den Albion-Prozess zu ermöglichen.
Nach Ausbruch des Kriegs um Bergkarabach im Juli 2020 suspendierte GeoProMining ihre Aktivitäten in der Mine. Mit Unterzeichnung des Waffenstillstands erlangte Aserbaidschan die Kontrolle über den östlichen Teil der Mine, der im November 2020 durch den Einmarsch von aserbaidschanischen und russischen Truppen realisiert wurde. Daraufhin wurden auch Verhandlungen aufgenommen, die GeoProMining auch den Abbau im nun aserbaidschanisch kontrollierten Teil der Mine ermöglichen sollten, nachdem die Demarkierung der Staatsgrenze erfolgt ist. Da wegen der Einstellung der Arbeiten die Beschäftigen nicht weiter voll bezahlt wurden, traten diese im April 2021 in einen Streik und blockierten die Mine, um ihrer Forderung nach weiteren Zahlungen Nachdruck zu verleihen. Nachdem der Streik beendet wurde, kam die Mine im August 2021 unter Beschuss durch die aserbaidschanische Armee, sodass die Arbeiten über einige Tage eingestellt wurden.